# Телеком Словеније
Телеком Словеније д. д. је словеначки телекомуникациони оператор са седиштем у Љубљани. Телеком Словеније има широк спектар услуга од којих су најбитније: фиксна и мобилна телефонија и интернет услуге. У већинском власништву је Владе Републике Словеније.

## Историјат
Телеком Словеније је настао 1995. године издвајањем из тадашњег ПТТ Словеније.

## Пословање
Телеком Словеније има већинско или 100% власништво у следећим предузећима:
- (Словенија)
- (Словенија)
- (Словенија)
- (Словенија)
- (Косово)
- (Македонија)
- Анекс (БиХ)
- (Гибралтар)
- (Албанија)